# Коромашна
Коромашна је ненасељено острвце у хрватском делу Јадранског мора.
Острвце на 1 км источно од оства Жирје. Површина му износи 0,012 км². Дужина обалске линије је 0,47 км.. 